# Cicatriu
Una cicatriu apareix quan el teixit epitelial és esquinçat, no tallat. La restitució del teixit connectiu s'efectua mitjançant el creixement de fibroblasts joves; aleshores l'espai deixat per la ferida és «tapat» amb teixit fibril·lar (amb característiques similars al que forma els músculs), i d'aquí que la cicatriu tingui una textura diferent a la pell. Així doncs, una cicatriu és una alteració permanent de l'aparença dèrmica consecutiva al dany i reparació col·lagenosa d'aquesta.
Amb l'excepció de lesions molt menors cada ferida (per exemple després d'un accident, malaltia, o operació de cirurgia) resulta en algun grau de cicatriu. Una excepció a això és la dels animals que tenen regeneració biològica, els quals no formen cicatrius ei el teixit es torna exactament com era abans.
Sherratt et al, expliquen que el teixit de la cicatriu té la mateixa proteïna (col·lagen) que el teixit que substitueix, però la composició de la fibra és diferent, Per exemple les cicatrius de la pell són menys resistenst a la radiació ultraviolada i ja no hi creixen les glàdules sudorípares i els fol·licles del cabell. Tanmateix hi ha alguns teixits (per exemple l'os) que poden cicatritzar sense cap deteriorament estructural.

## Procés de cicatrització
Existeixen tres etapes per a la cicatrització: 
1. Inflamatòria. Amb augment de la vascularització, l'arribada de cèl·lules inflamatòries i plaquetes, amb la formació del tap i la crosta superficial.
2. Proliferativa. Quan es produeix l'acumulació de fibrina i col·lagen començant així a formar-se la regeneració i tensió de la ferida. Les mateixes fibres seran les encarregades al final d'aquesta fase de tesar les vores de la ferida.
3. Remodelat. Aquesta comença aproximadament al mes i s'allarga a un any o més. Es produeix la reabsorció del col·lagen, limitant-se a mantenir només les fibres que es troben en relació amb la línia de la ferida.

Les cicatrius poden formar-se per moltes raons diferents: poden ser el resultat d'infeccions, cirurgia, lesions o inflamació del teixit. Poden aparèixer a qualsevol part del cos; la seva composició varia i en conseqüència l'aparença pot ésser plana, inflada, esfondrada o acolorida, com també poden fer mal o provocar picor. L'aspecte final d'una cicatriu depèn de molts factors, inclòs el tipus de pell i la localització al cos, la direcció de la ferida, el tipus de lesió, l'edat de la persona que té la cicatriu i el seu estat nutricional.
El procediment dermatològic específic per reduir una cicatriu serà determinat pel metge basant-se en el següent: 
- L'edat, l'estat general de salut i la seva història mèdica.
- La severitat de la cicatriu.
- La mena de cicatriu.
- La seva tolerància a certs medicaments, procediments o teràpies.
- Les expectatives per a la trajectòria de la condició.
- La seva opinió o preferència.

Les cicatrius acostumen a desaparèixer amb el temps. Mentre es curen, es pot utilitzar maquillatge per cobrir-les. Existeixen determinades tècniques dermatològiques que ajuden a fer menys visibles les cicatritzis. Malgrat tot, el tractament només millora l'aparença de la cicatriu, però no l'esborra completament.